# Seconda linea
La seconda linea (in inglese Lock) è un ruolo del rugby. Solitamente è il componente più alto della squadra ed è di conseguenza il giocatore principale nelle touche. In queste fasi di gioco le seconde linee devono saltare e contendersi il possesso del pallone per poi passarlo al mediano di mischia o, come minimo, di riuscire con un colpo della mano a farlo cadere dalla propria parte del campo. In alternativa, quando dopo una touche tornano a poggiare i piedi a terra, possono mantenere il possesso del pallone e impostare una maul.
I due giocatori che compongono la seconda linea inseriscono le loro teste tra i due piloni e il tallonatore all'interno della mischia ordinata. Questi giocatori hanno anche il compito di mantenere compatta la mischia e di provvedere ad aumentare la potenza di spinta della stessa (a questa posizione ci si riferisce spesso con il termine di "sala motori").
Le seconde linee sono costituite da giocatori molto alti, atletici, con un'ottima capacità nel saltare e una grande forza fisica. Sono anche buoni portatori di palla che cercano spazi nella difesa avversaria vicino alle ruck o alle maul, azioni di gioco nelle quali risultano essere molto importanti pure nella protezione del pallone.
Giocatori di seconda linea annoverati nella International Rugby Hall of Fame includono: Willie John McBride (Irlanda e Lions), Colin Meads (Nuova Zelanda), Frik du Preez (Sudafrica), Gordon Brown (Scozia e Lions), Bill Beaumont (Inghilterra e Lions), John Eales (Australia), Martin Johnson (Inghilterra e Lions) e Brian Lochore (Nuova Zelanda).